# Betz-le-Château
Betz-le-Château is een gemeente in het Franse Kanton Grand-Pressigny dat behoort tot het departement Indre-et-Loire (regio Centre-Val de Loire) en telt 591 inwoners (2005). De plaats maakt deel uit van het arrondissement Loches.

## Geografie
De oppervlakte van Betz-le-Château bedraagt 47,6 km², de bevolkingsdichtheid is 12,4 inwoners per km².
De onderstaande kaart toont de ligging van Betz-le-Château met de belangrijkste infrastructuur en aangrenzende gemeenten.

## Demografie
Onderstaande figuur toont het verloop van het inwonertal (bron: INSEE-tellingen).